# Брагинский строй
Брагинский строй — традиционный комплекс белорусской народной одежды в Восточном Полесье, преимущественно в юго-восточных районах Гомельщины. Ему свойственно разнообразие форм одежды (при одновременным бытовании на начале XX века форм, возникших в разные исторические периоды), богатство орнаментальных композиций, отличительные шейные украшения.

## Женская одежда
В женской одежде выделяются 3 варианта: рубашка, 4-полковая понёва, фартук, намётка (бел. сярпанка); сорочка, андарак, белый фартук, гарсэт (кабат), капюшон с платком; сорочка или блуза, магазинная юбка с пришивным капюшоном и платком. Рубашку кроили с прямыми вставками и относительно узким рукавом, стоячим воротником. Орнамент вышивки (красными, черными и белыми хлопковыми нитками) компоновался в полосы разной ширины на рукавах (обычно поперек), на плечевых вставках, воротнике и подоле. Из геометрических мотивов распространены ромбы, 8-угольные звезды, зубчатые пояски, из растительных - древо жизни (размещалось крупным узором на всю длину рукава), 8-лепестковые цветы (размещались в шахматном порядке по всему рукаву), розы, ягоды калины. Вышивку фартуков часто дополняли нашивками из цветного сатина, кружевами. Андараки глакокрашеные, чаще всего красно-малиновые, сотканные продольными бело-охристыми полосками или вышитые по низу белыми, охристыми, зелеными, синими, черными нитками. Подпоясывались узким декоративным поясом; андарак, который носили с рубашкой, подтыкали под пояс.
Головные женские уборы: намётка, чепец (из темной, часто красной, покупной ткани, украшенной аппликациями), платки. Существовало несколько видов платков - портянки (домотканые белые с красными прокидками), апинатки (суконные черные с декоративными махрами), покупные пёстро-набивные, которую не завязывали, а выкладывали на голове и плечах. Носили бусы, нашейные обручи, вышитые разноцветным бисером.

## Мужская одежда
Мужские рубашки были туникоподобного кроя с богато вышитой манишкой. Штаны шили либо из полотна в черно-белую полоску (бел. палатнянікі), либо из серого или коричневого сукна (бел. суконнікі). Верхнюю одежду (бел. світка, бел. бурнос, бел. бурка, бел. кажух, бел. казачына, среди локальных названий также бел. чуйка, бел. сканцерка) отделывали нашивками и каймами из фабричного сукна или сатина, аппликациями из шнуров, фолдованием (морщением), вырезами, строчкой.